# 工藤祐隆
工藤 祐隆（工藤祐高、くどう すけたか）は、藤原南家の流れをくむ工藤氏の6代目であり、伊豆国久須美荘（久須見荘、葛見荘、くすみのしょう）の開発領主。伊東氏の祖であり、狩野氏、河津氏などを派生した。工藤家次（くどう いえつぐ）・伊東家次（いとう いえつぐ）等とも。工藤維職の子。

## 人物

### 伊東氏の祖
工藤氏代々の拠点であった伊豆国内陸の狩野荘（狩野川上流）を四男である工藤茂光（狩野氏の祖）に譲り、自身は東部の久須美荘（久須見荘、葛見荘とも。伊東荘・宇佐美荘・大見荘・河津荘などから成る。）を拠点とし、伊東氏の祖となる。

### 子孫たちの所領争い
嫡子である伊東祐家が早世するなど後継者に恵まれなかった祐隆は、「寂蓮」という法名で出家するとともに、後妻の娘（連れ子）の子を、家督を継がせるために工藤祐継として養子とし（その実父は祐隆本人だったともされる）、本領である伊東荘・宇佐美荘を与えた。一方、伊東祐家の子である嫡孫の伊東祐親（河津氏の祖）には河津荘を与える形で、領地を分割継承させる措置を採った。
しかし、この措置に不満を覚えた伊東祐親は、工藤祐継の死後にその領地を奪取。それを恨んだ工藤祐継の子である工藤祐経が、今度は伊東祐親の嫡子・河津祐泰を射殺。それに対して、河津祐泰の子どもたちが、『曽我物語』に描かれる曾我兄弟の仇討ちを行うことになるなど、報復の連鎖を生むことになった。